# Peter Ramseier
Peter Ramseier (Bern, 29 november 1944 - 10 oktober 2018) was een Zwitsers voetballer die speelde als verdediger.

## Carrière
Ramseier speelde in het begin van zijn carrière voor Cantonal Neuchâtel maar vertrok al snel naar FC Basel. Daar bleef hij de rest van zijn carrière spelen. Hij werd landskampioen in 1967, 1969, 1970, 1972, 1973 en 1977; de beker won hij in 1967 en 1975.
Hij speelde 28 interlands voor Zwitserland, waarin hij niet tot scoren kwam.

## Erelijst
- FC Basel
  - Landskampioen: 1967, 1969, 1970, 1972, 1973, 1977
  - Zwitserse voetbalbeker: 1967, 1975